# Gustavo Benítez
Adolfo Gustavo Benítez Bento (* 5. Februar 1953 in Paraguarí) ist ein ehemaliger paraguayischer Fußballspieler und späterer -trainer.

## Karriere

### Vereinskarriere
Als Spieler gewann Gustavo Benítez im Alter von 20 Jahren mit einer Auswahl von Carapeguá die Meisterschaft 1973/74 der Campeonato Nacional de Interligas, dem wichtigsten Turnier Paraguays zum Entdecken von Talenten. Dieser Erfolg brachte den Verteidiger in den professionellen Fußball zu Club Olimpia. Dort debütierte er im April 1974 beim 2:0-Erfolg über Club Libertad. Mit dem Club Olimpia gewann der 1,77 m große Defensivspieler die Meisterschaften 1975 und 1978. Zwischenzeitlich spielte Benítez für den FC Granada in Spanien, kehrte aber 1980 wieder zu Olimpia zurück, wo er weitere Meistertitel gewann. Insgesamt holte Benítez neun Meistertitel in Paraguay.

### Nationalmannschaftskarriere
Für Paraguay debütierte Gustavo Benítez im Juni 1975 bei der 0:1-Niederlage gegen Uruguay. Er spielte direkt als Stammspieler bei der Copa América 1975, wo Paraguay allerdings als Gruppenzweiter nicht ins Halbfinale kam. Bei der Copa América 1983 spielte er beide Halbfinalspiele gegen Brasilien, jedoch verlor Paraguay aufgrund der Auswärtstorregel das Duell. Für die Fußball-Weltmeisterschaft 1986 in Mexiko wurde Benítez nicht nominiert. Im Juli 1987 spielte Benítez sein letztes Länderspiel. Bei der Copa América 1987 gegen Kolumbien verlor Paraguay mit 0:3 und schied mit einem Punkt in der Dreiergruppe aus. Benítez kommt somit auf 44 Einsätze und erzielte zwei Tore.

### Trainerkarriere
Nach seiner aktiven Karriere begann Gustavo Benítez im Trainerteam bei Club Olimpia. Seinen ersten Cheftrainerposten hatte er 1993 bei Club Cerro Corá und dirigierte 1994 Club Olimpia, mit dem er bis ins Halbfinale der Copa Libertadores 1994 vorrückte. 1995 ging der Paraguayer in die chilenische Hauptstadt zum CSD Colo-Colo, wo er eine erfolgreiche Zeit erlebte. Mit drei Meistertiteln in den Jahren 1996, der Clausura 1997 und 1998 sowie einem Pokalsieg wurde Benítez eine Vereinslegende. 1997 erreichte Benítez das Halbfinale der Copa Libertadores. Nach den Erfolgen in Chile ging er nach Europa zu den spanischen Klubs Racing Santander, die er zweimal trainierte, und später Rayo Vallecano. Zurück in Südamerika trainierte er noch einmal Club Olimpia, CD Cobreloa und CD Palestino. Seine letzte Trainerstation 2013 war wieder der CSD Colo-Colo, allerdings diesmal weniger erfolgreich. Im Oktober 2013 wurde er wegen fehlender guter Resultate entlassen.

## Erfolge

### Spieler
Club Olimpia
- Paraguayischer Meister: 1975, 1978, 1980, 1981, 1982, 1983, 1985, 1988, 1989

### Trainer
CSD Colo-Colo
- Chilenischer Meister: 1996, 1997-C, 1998
- Chilenischer Pokalsieger: 1996